# ريوييا أوغوا
ريوييا أوغوا (باليابانية: 小川 諒也) (24 نوفمبر 1996 في طوكيو في اليابان – )؛ هو لاعب كرة قدم ياباني سابق كان يلعب كمدافع.

## وصلات خارجية
- ريوييا أوغوا على موقع رابطة كرة القدم اليابانية للمحترفين (اليابانية)
- ريوييا أوغوا على موقع إي إس بي إن إف سي (الإنجليزية)
- ريوييا أوغوا على موقع قاعدة بيانات كرة القدم.إي يو (الإنجليزية)
- ريوييا أوغوا على موقع ناشيونال فوتبول تيمز (الإنجليزية)
- ريوييا أوغوا على موقع Soccerbase.com (لاعب) (الإنجليزية)
- ريوييا أوغوا على موقع Soccerway.com (الإنجليزية)
- ريوييا أوغوا على موقع عالم كرة القدم.نت (الإنجليزية)
- ريوييا أوغوا على موقع كووورة